# Mals
Mals (Italiaans: Malles Venosta) is een gemeente in het westen van de Italiaanse provincie Zuid-Tirol (regio Trentino-Zuid-Tirol). Het maakt deel uit van de regio Vinschgau (Val Venosta) en wordt beschouwd als het centrum van het hoger gelegen, noordwestelijk deel daarvan, de Obervinschgau (Alta Val Venosta). De Etsch (Adige) stroomt door deze gemeente, die verder enkele op de Etschvallei uitkomende zijdalen omvat. Het is na Sarntal de meest uitgestrekte gemeente van Zuid-Tirol.

## Geografie
Het bevolkte gebied van de gemeente bestaat vooral uit het vruchtbare dal waar de Etsch naar het zuiden stroomt, ongeveer tot het punt waar zij naar het oosten afbuigt, aan drie zijden door gebergten omringd.
- Westelijk hiervan omvat de gemeente het oostelijke deel van de Sesvennagroep, met de valleien Zerzer Tal, Schliniger Tal en Arunda Tal. De hoogste top in dit deel is de Muntpitschen (3.162 m); de Watles (2.555 m) is een bekende top nabij de Etschvallei. Door het Schliniger Tal stroomt de Metz die in de Etsch uitmondt.
- Aan de zuidkant horen aan de overzijde van de Etsch ook de monding van de Rambach en de noordhelling van de Glurnser Köpfl (2.401 m), de meest noordwestelijke uitloper Ortler Alpen, nog bij de gemeente Mals.
- Aan de oostzijde beslaan de zuidwestelijke uitlopers van de Ötztaler Alpen bijna de helft van het gemeentelijk gebied, met de valleien Plawenn Tal, Planeil Tal, Matscher Tal en Upi Tal. Door het Planeil Tal stroomt de Puni en door het Matscher Tal de Saldur. Beide monden ten zuiden van Mals in de Etsch uit. De hoogste top in dit gebied is de Weißkugel (3.738 m), de Spitzige Lun (2.324) ligt in de bocht van het Etschdal boven de hoofdkern Mals.

Het hoogste punt in de gemeente ligt op 3.738 m (de Weißkugel), het laagste punt op 921 m (monding Rambach) en de hoofdkern op ongeveer 1051 m boven zeeniveau.

### Malser Haide
Omdat de Plawennvallei kort en steil is leiden de schaarse, maar hevige regenbuien die de Vinschgau kenmerken in de loop van duizenden jaren tot veel erosie. Vanaf de monding van die vallei heeft zich geleidelijk een enorme hoop modder de Etschvallei in verplaatst. Zo is de karakteristieke Malser Haide ontstaan: een enorme kegelvormige helling met de top bij de Plawennvallei en de basis ten zuiden van Mals, 8 km verder en 700 m lager, die het hele stroomdal van de Etsch beslaat en die rivier naar de tegenoverliggende westzijde heeft gedrukt. De Punibeek stroomt uit de Planeilvallei op een vergelijkbare manier langs de oostzijde van de Etschvallei. Met een geschatte inhoud van 1,35 miljard m3 is de Malser Haide de grootste zogenaamde murkegel (puinwaaier) in de Alpen. Over deze helling waait vaak een stevige noordwestenwind. In de volksmond wordt de Malser Haide ook wel Multen of Hoad genoemd.

## Ligging
De gemeente omvat een tiental, voornamelijk landelijke woonkernen. De hoofdkern Mals heeft vanouds de status van 'Marktgemeinde', die op een centrumfunctie wijst. De volgende woonkernen maken als Fraktionen deel uit van de gemeente:
- Mals (Malles)
- Burgeis (Burgusio)
- Matsch (Mazia)
- Laatsch (Laudes)
- Planeil (Planol)
- Plawenn (Piavenna)
- Schleis (Clusio)
- Schlinig (Slingia)
- Tartsch (Tarces)
- Ulten-Alsack (Ultimo-Alsago)

De gemeente Mals heeft de volgende buurgemeenten (met de klok mee gezien):
Graun im Vinschgau (Curon Venosta),
Sölden (in Oostenrijk),
Schnals (Senales),
Schlanders (Silandro),
Laas (Lasa),
Schluderns (Sluderno),
Glurns (Glorenza),
Taufers im Münstertal (Tubre),
Scuol (in Zwitserland) en
Sent (in Zwitserland).

## Wapen
Het wapen van de gemeente Mals is tegelijk met het marktrecht op 13 januari 1642 aan de plaats Mals verleend door Claudia de' Medici die aartshertogin van Oostenrijk en regentes van Tirol was. De bovenste helft van het wapenschild verwijst naar het wapen van Oostenrijk, de onderste naar het wapen van de de' Medici's.

## Bevolking
Bij de laatste volkstelling in 2001 was de bevolking naar moedertaal als volgt verdeeld:
| taal      | moedertaal voor |
| --------- | --------------- |
| Duits     | 96,8 %          |
| Italiaans | 3,1 %           |
| Ladinisch | 0,1 %           |

## Verkeer en vervoer

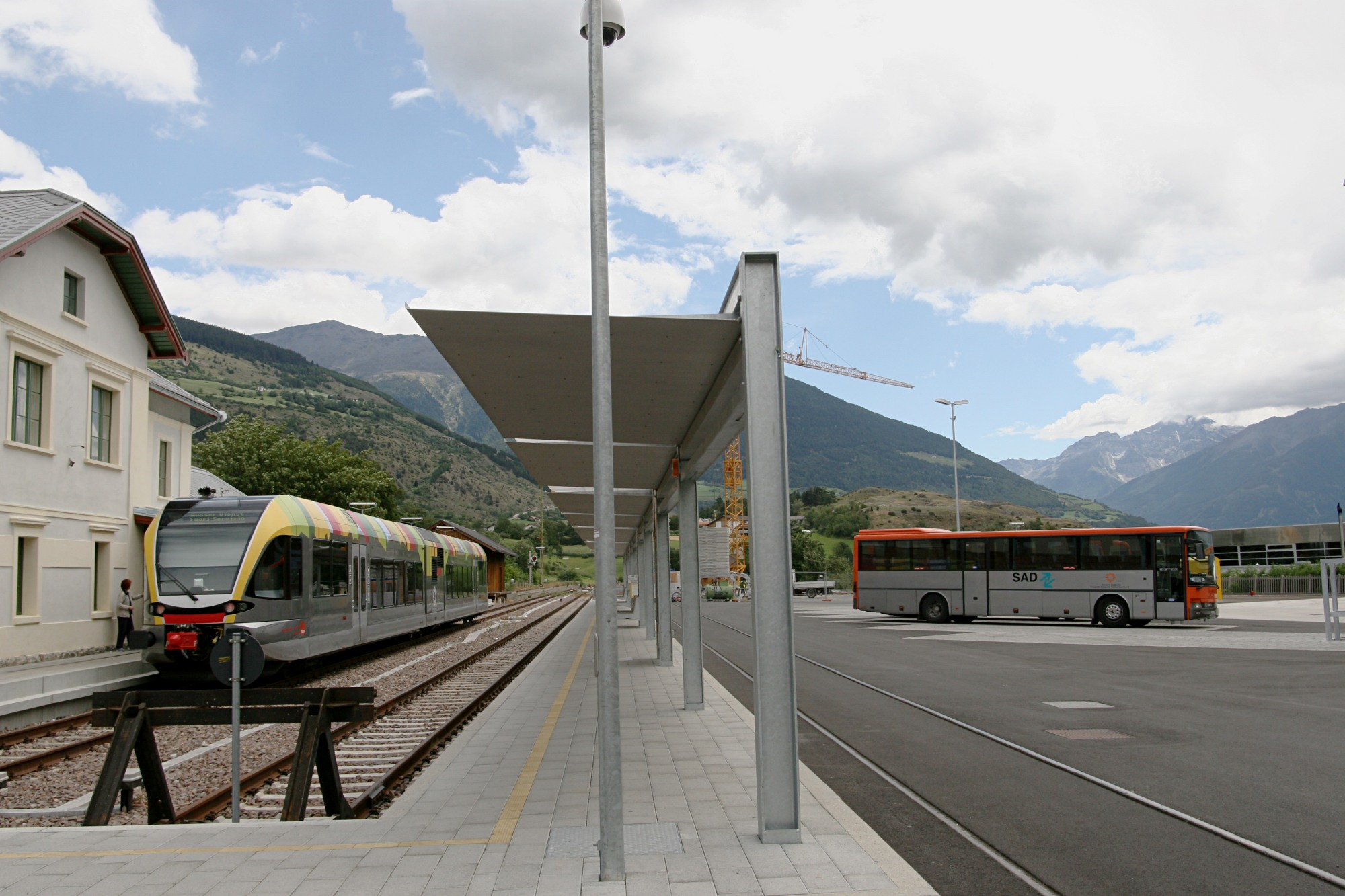
Het station van Mals.

De Etschvallei was al in prehistorische tijden deel van een route door de Alpen over de Reschenpas. De Romeinen legden een van hun heerwegen (Via Augusta) door dit dal aan. Net ten zuidwesten van Mals liep door het Münstertal (Val Monastero) een belangrijke verbinding met gebieden die nu tot Zwitserland behoren. Mals was sinds 1906 het eindstation van het spoor uit Meran (Merano). Van de plannen tot doortrekking naar Oostenrijk (Landeck) of Zwitserland (St. Moritz) is nooit iets terechtgekomen en vanaf 1992 tot 2005 was deze spoorlijn zelfs buiten gebruik.

### Auto
De Italiaanse "rijksweg", Staatsstraße (Strada Statale) 40 van Meran naar de Reschenpas, slingert zich door het dal van de Etsch en vormt ook de belangrijkste verbindingsas door de gemeente.

### Bus
Van en naar het busstation in Mals is er eenmaal per uur verbinding met Müstair (Münster, Monastero) en Zernez in Zwitserland. Er rijdt zesmaal per dag een bus van en naar Nauders in Oostenrijk. Daarnaast zijn er busdiensten naar andere kernen in de gemeente en naar omliggende gemeenten.

### Trein
Sinds 2005 biedt de Vinschgerbahn eenmaal per uur een stoptreindienst aan van en naar Meran. Op werkdagen komt daar nog eens in de twee uur een sneltrein bij.

## Toerisme
Mals kent ongeveer 25 hotels en pensions. Met inbegrip van particuliere kamerverhuur is de totale capaciteit meer dan 1300 bedden.
De voornaamste bezienswaardigheden zijn het Mariënbergklooster bij Burgeis met het tegenovergelegen slot Fürstenburg en het Benedictuskerkje in Mals zelf.
's Winters is zijn er uitgebreide faciliteiten voor de skisport op
de Watles en voor het langlaufen rond Schlining.

## Hoofdkern Mals
De naam Mals is waarschijnlijk terug te voeren op het Indogermaanse woordstam mal, dat 'berg' of 'steile helling' betekent.

### Centrumfunctie
Binnen de gemeente Mals is de kern Mals niet de plaats met de oudste sporen van bewoning of de eerste vermelding in historische bronnen. Mals wordt in 1211 genoemd als een dingstatt, een plaats waar rechtszaken gevoerd konden worden. In hun conflicten met de bisschop van Chur bevorderden de heren van Matsch de opkomst van het nabijgelegen Glurns. Na de verwoestingen in de Oorlog van Engadin (1499) kwam de nieuwe rechtbank daar terecht. Mals bleef alleen centrum voor kerkelijk bestuur, maar ontwikkelde zich economisch sterker dan Glurns. In 1642 kreeg Mals van aartshertogin Claudia de' Medici marktrechten en het recht een wapen te voeren. De totstandkoming van een spoorverbinding met Meran in 1906 vormde een belangrijke economische impuls. De aanwezigheid van voortgezet onderwijs, tientallen winkels, een sportcomplex met atletiekbaan en overdekt zwembad en een busstation maken Mals het centrum van de Obervinschgau, het hoger gelegen meest westelijke deel van de Vinschgau.

### De torens van Mals

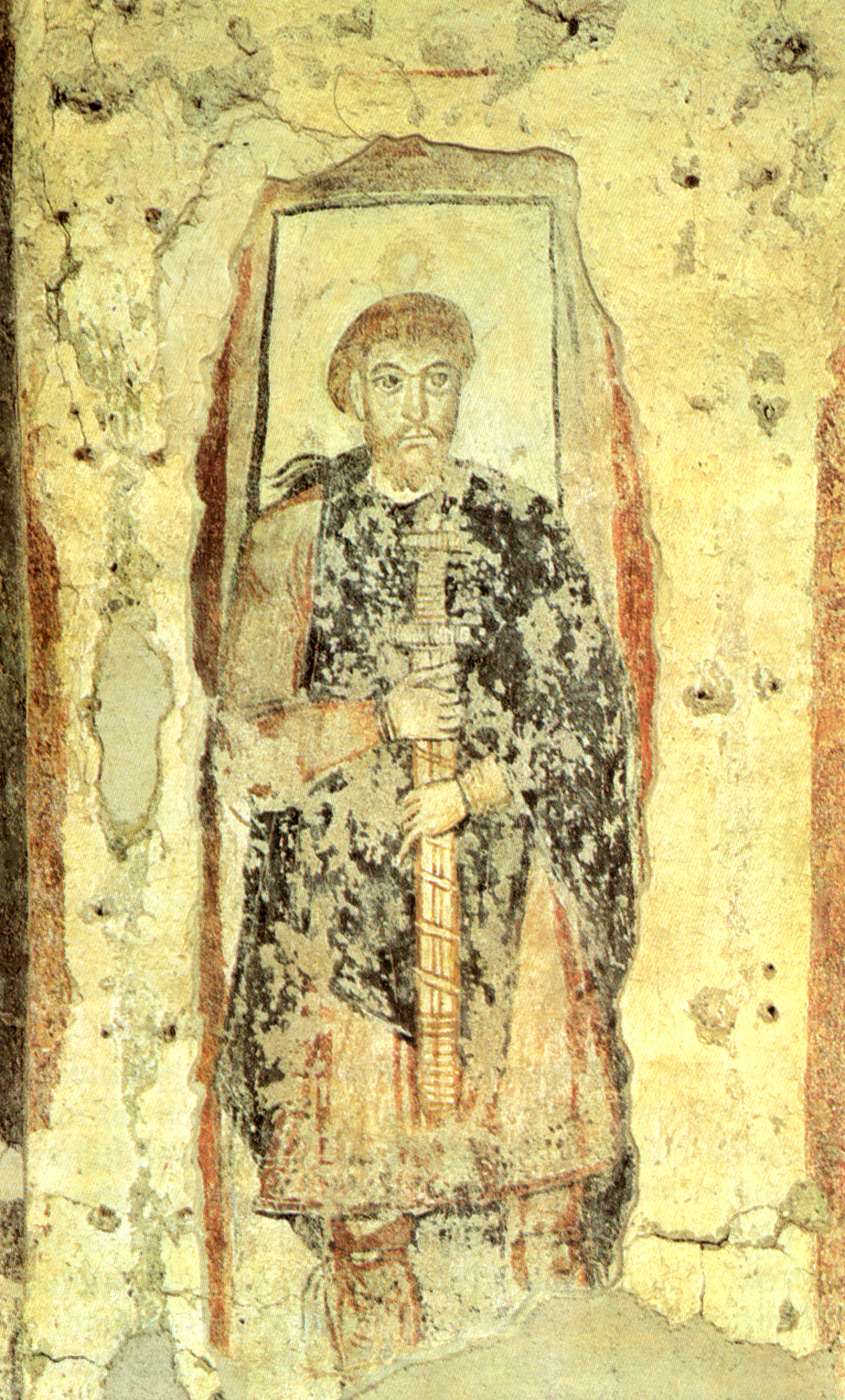
Muurschildering in St. Benedictuskerkje

Karakteristiek voor het beeld van het plaatsje Mals zijn de vijf torens: de ronde Fröhlichsturm bij de ruïne van het kasteel, de spitse toren van de laatgotische Sint Michaëlskerk en drie eenvoudige romaanse torens van kerken gewijd aan de heiligen Benedictus, Maarten en Johannes.
Jan Hendrikszoon van Beveren die in 1536 een reis van Holland naar Jeruzalem maakte, spreekt in zijn reisverslag over "Zevenkerken" als hij Mals bedoelt:
- Item van Pergys (= Burgeis) sal men trecken tot Zevenkercke daer staen zeven toerrenen byeen - anderhalf mijl
- Item van Zevenkercke sal men trecke tot Eeyners (= Eyrs) - anderhalf myl[5]

Ook op een landkaart van de humanist Sgrothenius uit 1565 wordt Mals aangeduid als Siebenkerchen. Het is nu nog mogelijk deze kerken of de overblijfselen ervan terug te vinden.
Het kasteel was tot 1499 de plaats waar recht werd gesproken. Het plaatsje kent een afwisseling van kronkelende straatjes, ondergronds geleide beekjes en ommuurde tuinen.

## Foto's

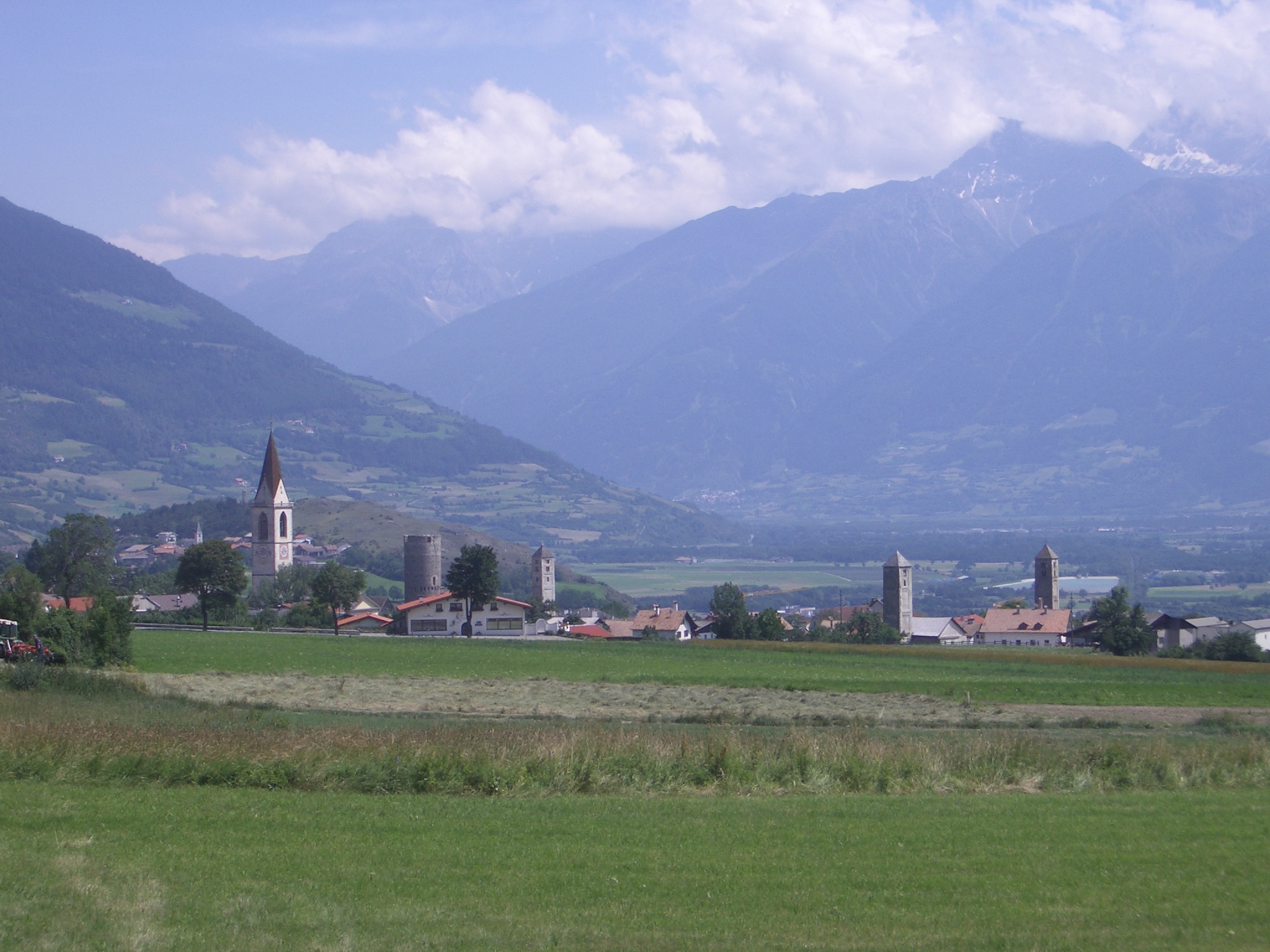
Mals, van de noordkant met vijf torens
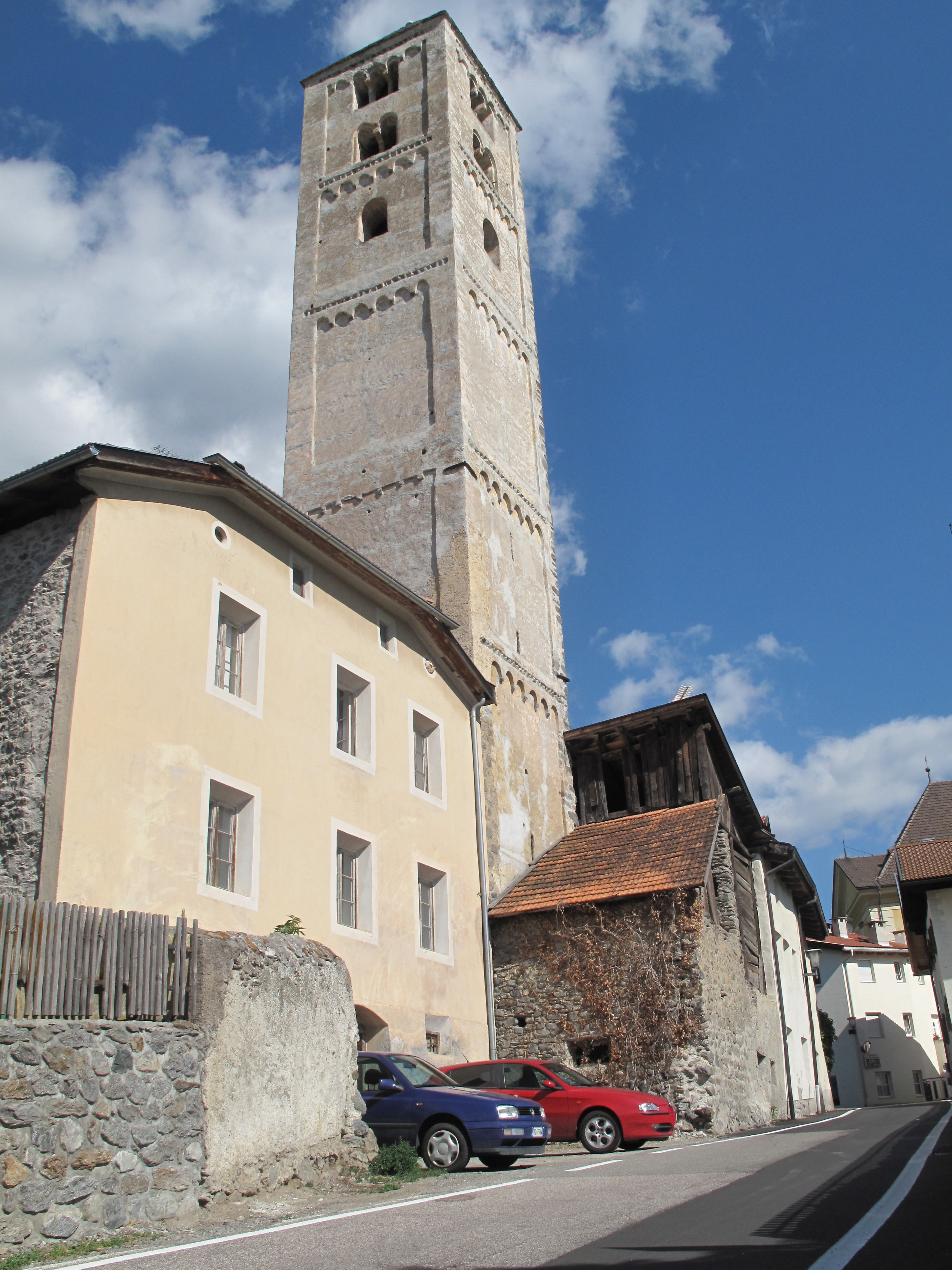
Mals, toren
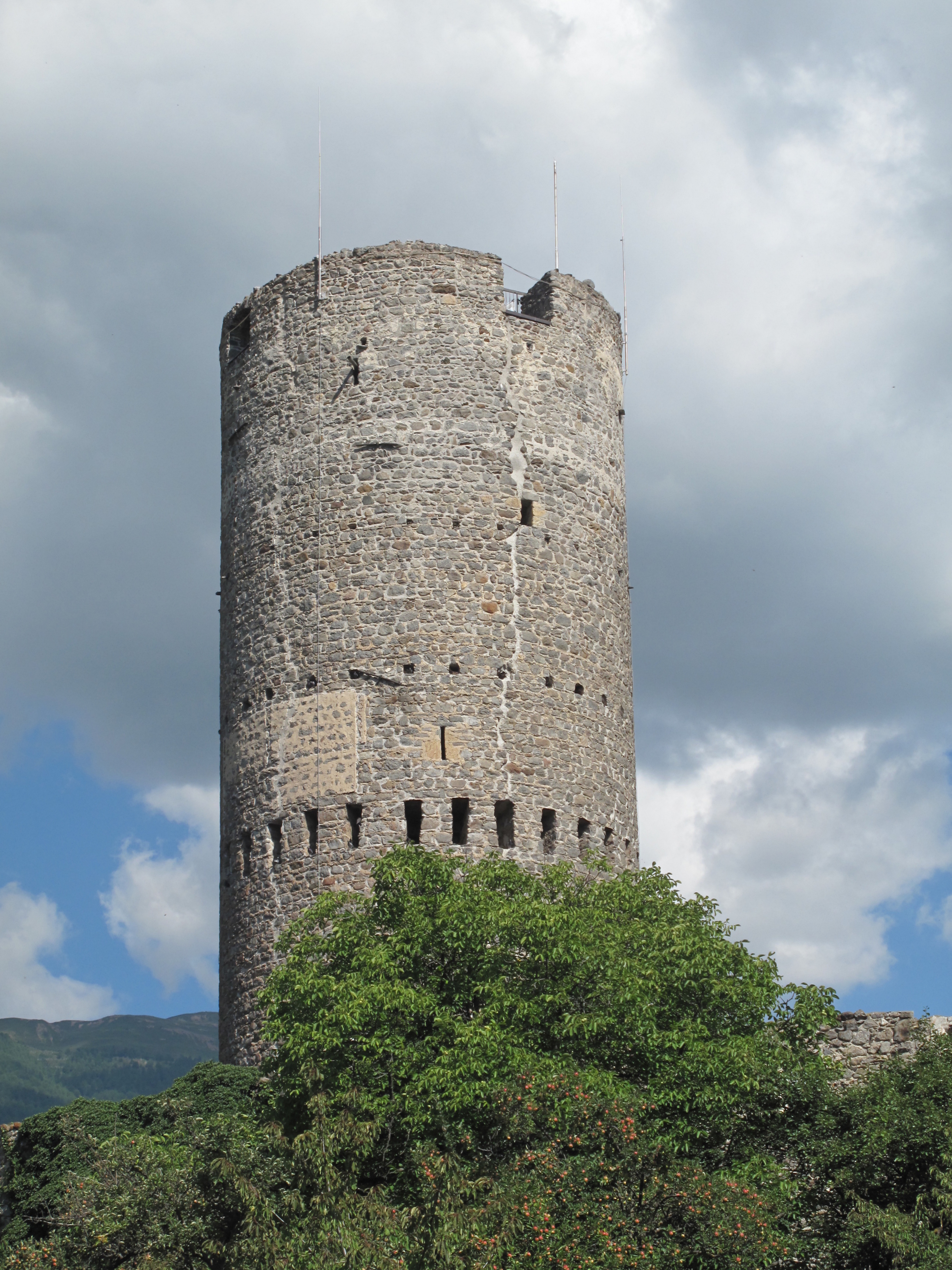
Mals, toren: der Fröhlichsturm
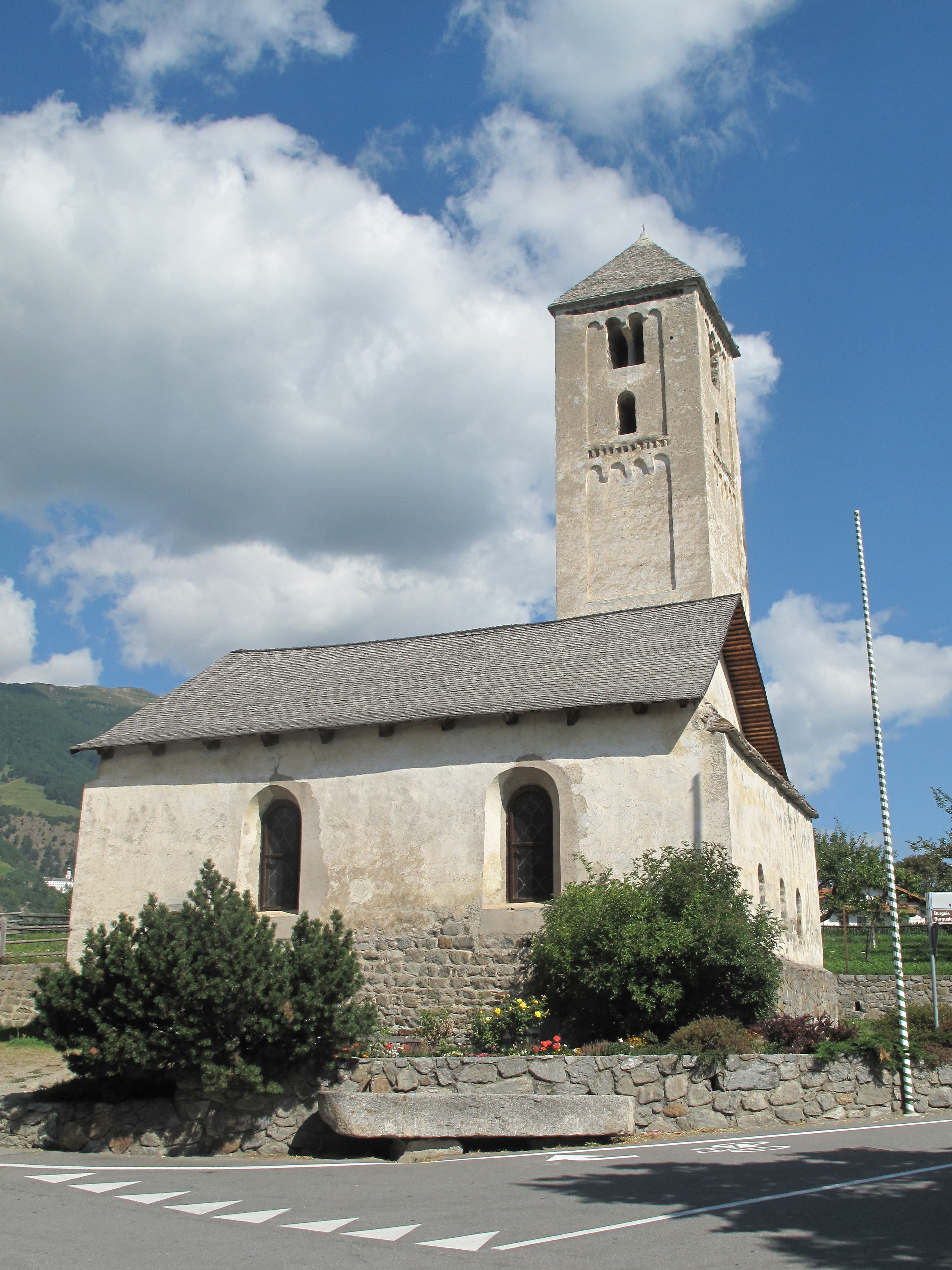
Mals, kerk: die Sankt Benedikt Kirche
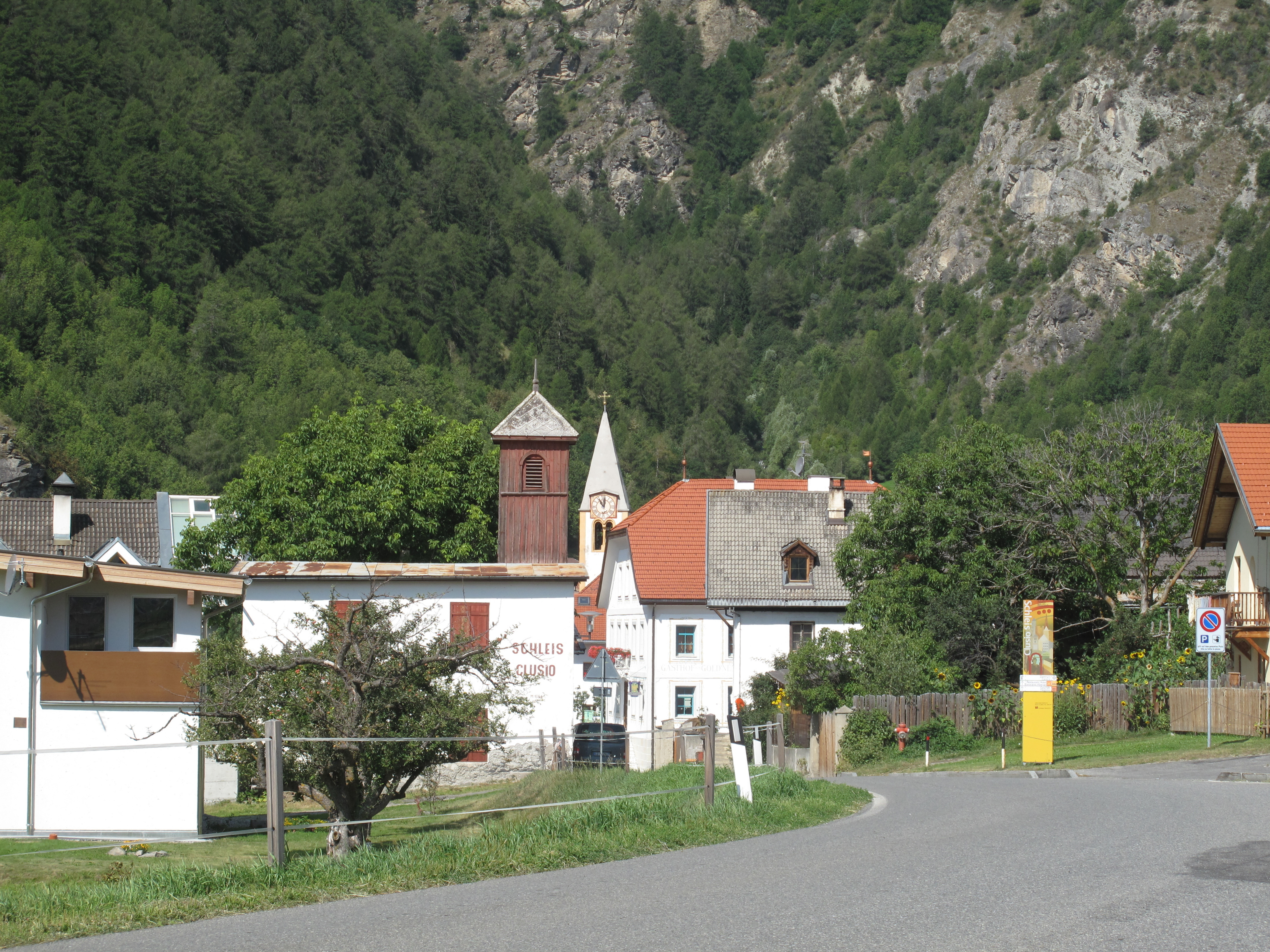
Schleis, dorpszicht
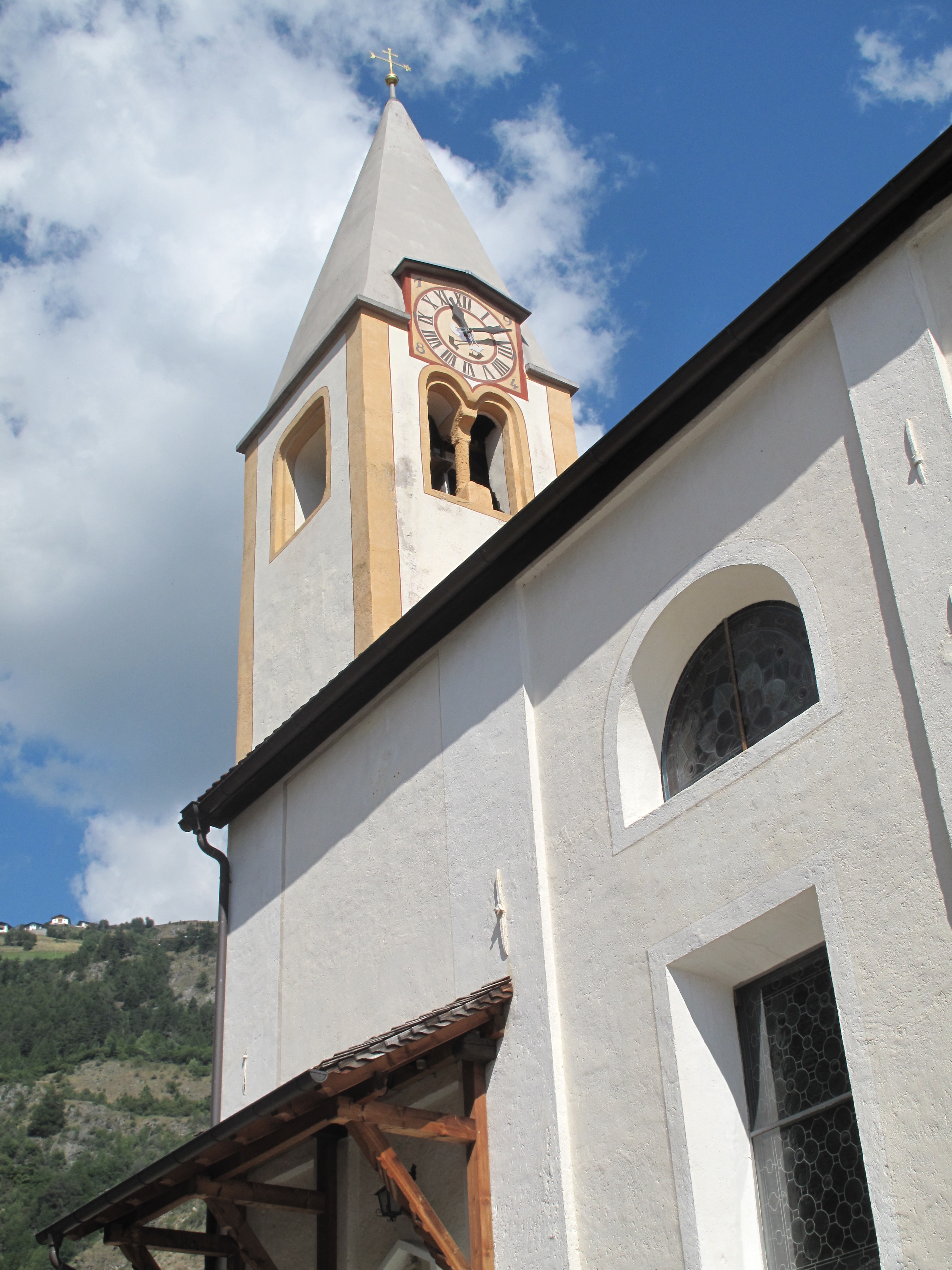
Schleis, toren van de Pfarrkirche Sankt Laurentius
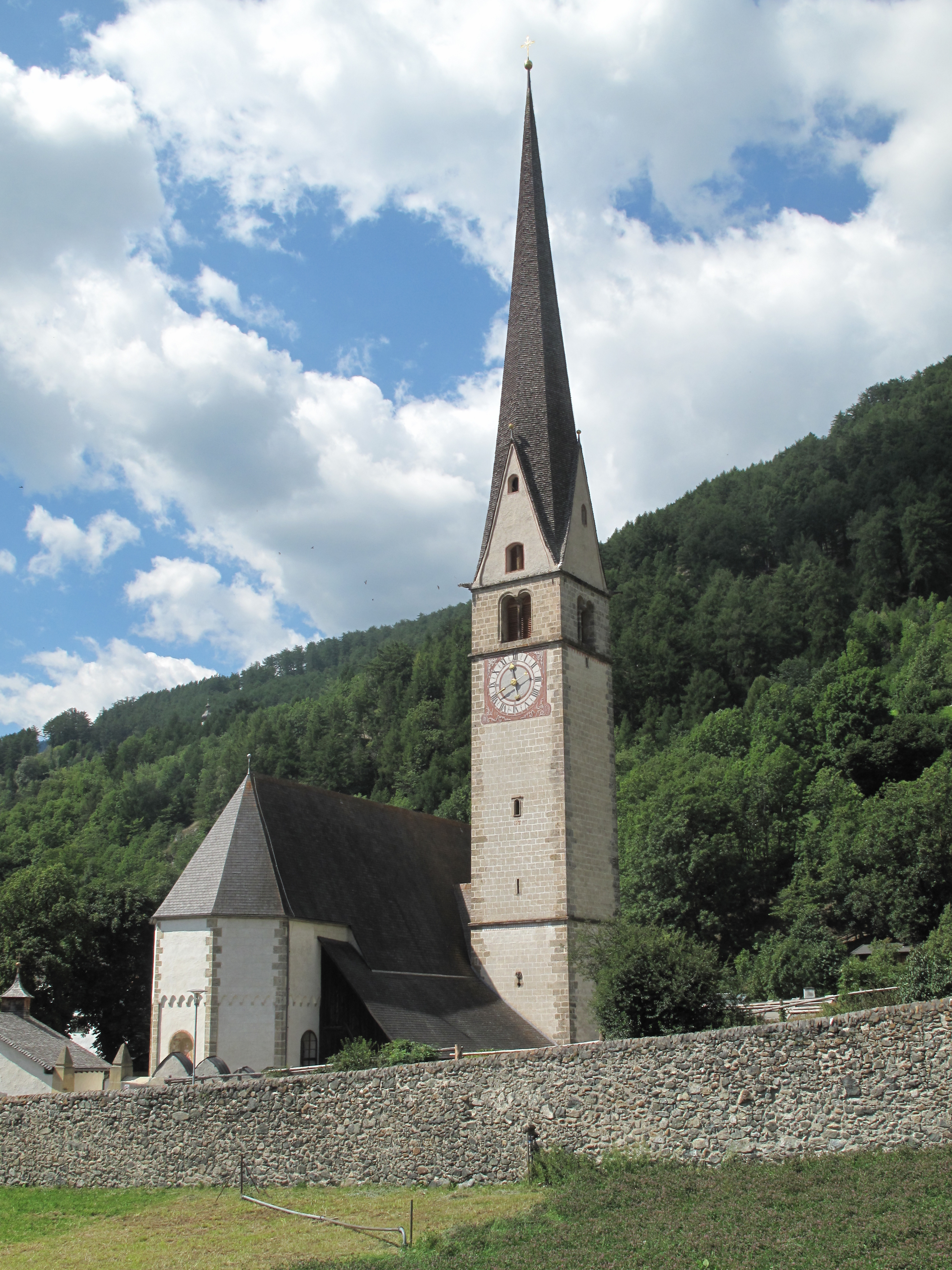
Burgeis, kerk: die Maria Empfängniskirche
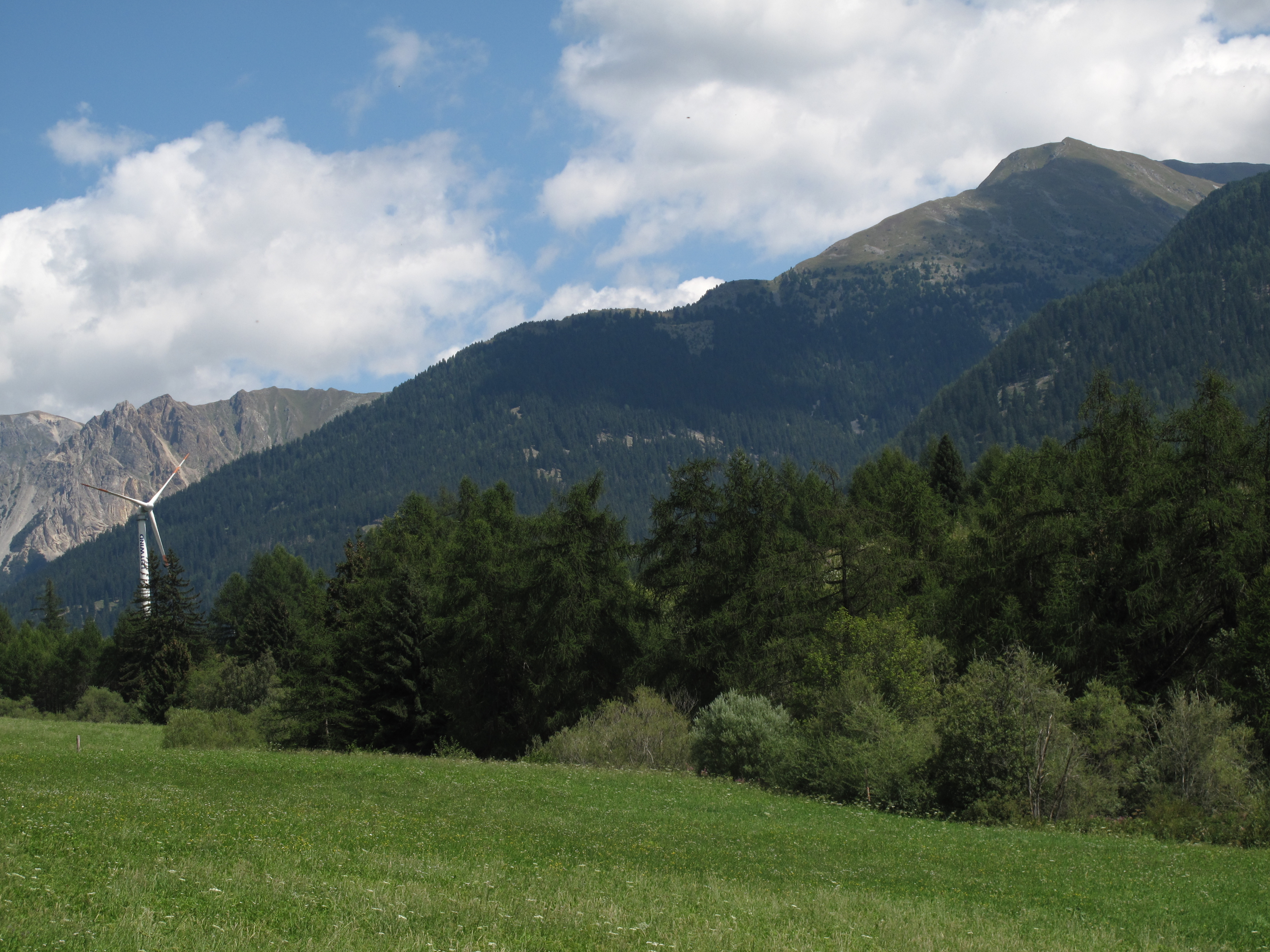
tussen Burgeis en Sankt Valentin, panorama met moderne windmolen

### St. Benedictuskerk
Een van de oudste kerken van Tirol, is het aan Sint Benedictus gewijde kerkje waarvan de noord- en oostmuur nog uit de 8e eeuw afkomstig zijn. Het is daarmee een voorbeeld van Karolingische stijl. De muurschilderingen in dit kerkje zijn de enige plaats in Europa waar een Frankische landheer is afgebeeld in de toen werkelijk gedragen kledij.
De toren van deze kerk is er pas in de 12e eeuw bijgebouwd. Toen is het kerkje ook iets vergroot door de west- en zuidmuur te vervangen.

### Verdere bezienswaardigheden
De Kirche Sankt Martin stamt uit de 12e eeuw en werd in de 16e uitgebreid met een gotisch koor. De Sankt Johann werd in 1799 door de Fransen verwoest, zodat hiervan alleen de romaanse toren bewaard is gebleven. De Sankt Michael bij het kerkhof is een elegant voorbeeld van laatgotiek uit het begin van de 16e eeuw. De talrijke marmeren stenen op het kerkhof zijn afkomstig uit het nabijgelegen Laas. Aan het marktplein staat het Huis Lichtenegg, met fraaie muurschilderingen en het wapenschild van graaf Mohr . Meer aan de noordkant van Mals herinnert het ronde witmarmeren kerkje van de Veertien Heilige Helpers aan een wonderbaarlijke overlevering. Toen een ter dood veroordeelde soldaat in 1716 als laatste wens nog even in het vroegere kapelletje op deze plaats mocht bidden, vielen de zware boeien opeens van zijn handen. Vanwege dit wonder werd hij vrijgelaten en als dank bouwde hij deze kapel. Dr. Heinrich Flora die zich sterk inzette voor de bebossing van kale berghellingen in Vinschgau heeft rond 1880 op de helling direct tegen Mals zelf aan een park aangelegd waarin ook loofbomen staan.